# Ludwig Eidelberg

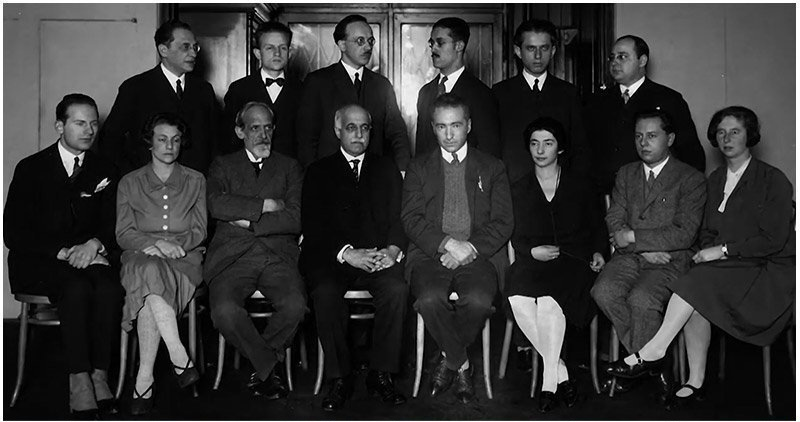
Ludwig Eidelberg im Wiener Psychoanalytischen Ambulatorium 1922 (stehend, 2. von links).
Foto: Ludwig Gutmann

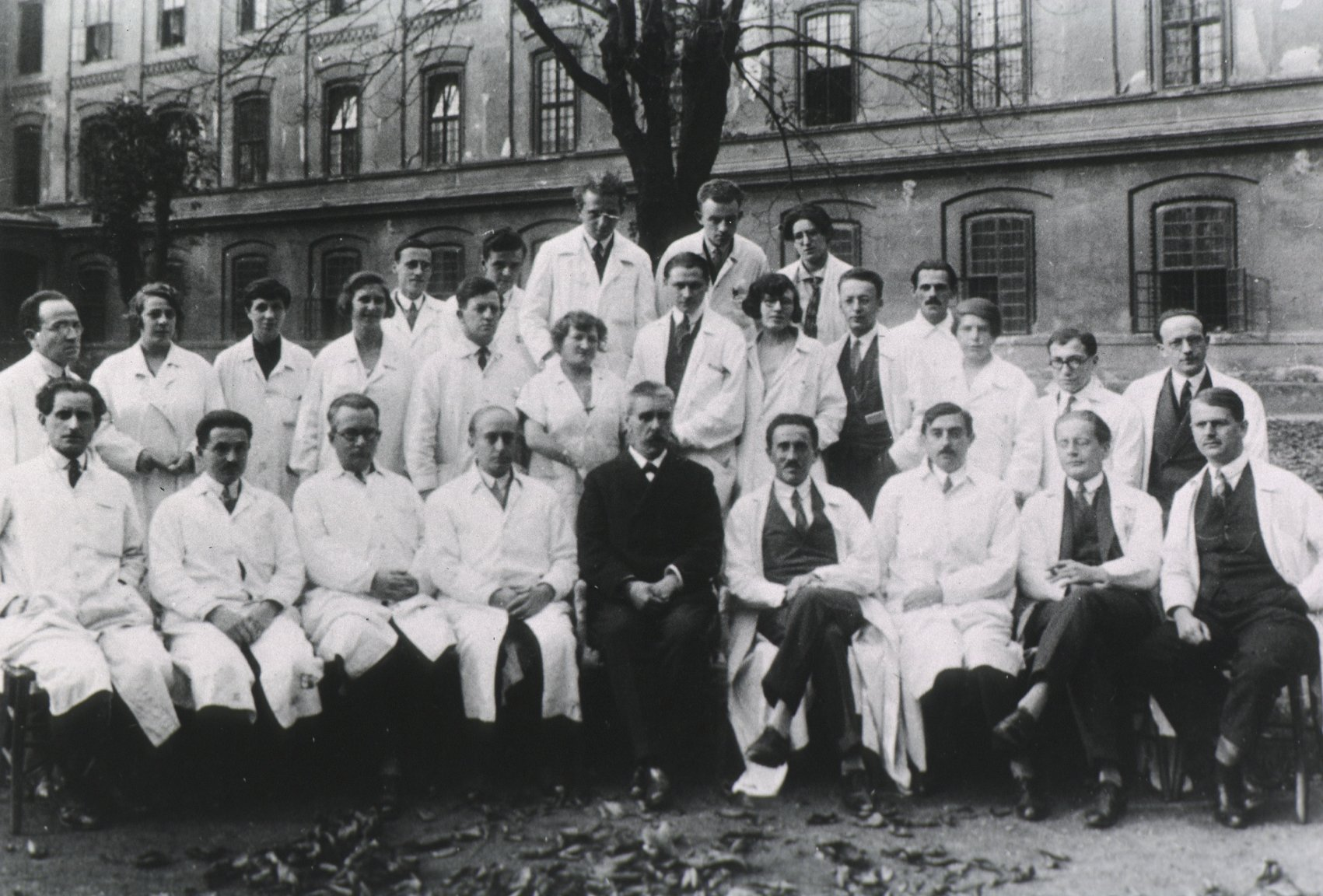
Wagner-Jaureggs Ärzteteam in Wien 1927. (Ludwig Eidelberg steht in der hinteren Reihe in der Mitte und überragt das Geschehen.)

Ludwig Eidelberg (geboren 27. Dezember 1898 in Złoczów, Österreich-Ungarn; gestorben 13. November 1970 in New York City) war ein österreichisch-US-amerikanischer Psychoanalytiker.

## Leben
Ludwig Eidelbergs Vater Ihamar Eidelberg war Rechtsanwalt in Złoczów. Ludwigs Geschwister Sigmund und Stephanie wurden Opfer des Holocaust. Eidelberg besuchte nach Ausbruch des Ersten Weltkriegs das Gymnasium in Wien und leistete nach der Matura ab 1916 den Kriegsdienst. Ab 1918 studierte er Medizin in Wien und wurde 1925 promoviert. 1924 heiratete er die aus Budapest stammende Paula Huttner, die bereits 1938 starb.
Von 1925 bis 1932 arbeitete er an der Universitätsklinik für Psychiatrie und Neurologie bei Julius Wagner-Jauregg und dessen Nachfolger Otto Pötzl, der allerdings bereits 1930 der NSDAP beitrat. Seit 1932 arbeitete er im neurologischen Ambulatorium der Arbeiterkrankenkasse. 1928 wurde er außerordentliches und 1933 ordentliches Mitglied der Wiener Psychoanalytischen Vereinigung. Eine Lehranalyse absolvierte er bei Ruth Mack Brunswick. Er eröffnete eine psychoanalytische Praxis in Wien. Eidelberg war ein Fußballfan, was die bürgerlichen Berufskollegen als „kulturlos“ kritisierten.
Nach dem Anschluss Österreichs 1938 emigrierte er nach Frankreich und flüchtete 1939 mit seiner zweiten Frau, der aus Basel stammenden Marthe Elkann, und deren Sohn Philippe nach England. Dort ermöglichte ihm die British Psychoanalytical Society die Arbeit in Oxford. 1940 wurde er als feindlicher Ausländer ausgewiesen und konnte in die USA einreisen, wo er eine Praxis eröffnen durfte.
Er wurde Mitglied der New York Psychoanalytical Society und konnte ab 1942 in der psychiatrischen Abteilung des Mount Sinai Hospital arbeiten. Ab 1943 arbeitete er außerdem am New York Psychoanalytic Institute und ab 1958 am Kings County Hospital Center. Er erhielt eine Professur am New York Downtown Hospital und war 1959 Präsident der New York Psychoanalytical Society.
Eidelberg gab 1968 die Encyclopedia of psychoanalysis heraus.

## Schriften (Auswahl)
- Studies in psychoanalysis. New York : International Universities Press, 1948
- Take off your mask. New York : Pyramid Books 1948
  - Das Gesicht hinter der Maske : Arbeitstag eines Psychoanalytikers. Deutsch von Gertrud Hübner. Stuttgart : Hippokrates-Verlag, 1948
- The dark urge. New York : Pyramid Books, 1961
- (Hrsg.): Encyclopedia of psychoanalysis. New York : Free Press, 1968